# 群北第一交通
群北第一交通株式会社（ぐんほくだいいちこうつう）は、群馬県渋川市に本社を置く第一交通産業グループの企業である。本業であるタクシー業のほかに、路線バスの運行も行っていた。社団法人日本バス協会の会員にはなっていなかった。

## 事業内容
- 一般乗用旅客運送

## 以前あったバス路線
- 伊香保バスターミナル ‐ 伊香保案内所 - ヤセオネ峠 - 榛名湖 - 榛名湖温泉ゆうすげ
- 渋川駅 - 小倉 - 榛東村役場 - 群馬バス箕郷営業所

これらは2012年4月に全て群馬バスに移管された。

## 備考
- 同じ県内の貸切バス会社である群北観光バス（嬬恋村）、第一交通（前橋市）とは全く無関係である。